# 家入レオ
家入 レオ（いえいり レオ、英語: LEO IEIRI、1994年12月13日 - ）は、日本の女性シンガーソングライター。
福岡県久留米市出身。日出高等学校（現・目黒日本大学中学校・高等学校）卒業。所属事務所は研音を経て、スリーハンドレッドエンタテインメント。所属レコード会社はビクターエンタテインメント、レーベルはColourful Records。

## 略歴
2012年
- 2月15日、シングル「サブリナ」でデビュー[4]。
- 10月24日、1stアルバム『LEO』をリリース。オリコン週間チャートで2週連続2位を獲得。その後もロングヒットを続け、累計15万枚以上のセールスを記録[5]。
- 12月30日、第54回日本レコード大賞・最優秀新人賞を「Shine」で受賞[6]。

2013年
- 1月、自身初となる全国ツアー「家入レオ 1st ワンマン Tour 〜LEO〜」を全国4都市で開催[7]。
- 11月、「家入レオ 2nd ワンマン Tour 〜Kimi ni Todoke〜」を全国4都市で開催[注 1]。

2014年
- 2月19日、2ndアルバム『a boy』をリリース。
- 3月〜4月、 初のホール公演を含む「家入レオ3rdワンマンTour〜a boy〜」を全国14都市で14公演開催。17,000人を動員する[9]。

2015年
- 2月25日、3rdアルバム『20』をリリース。
- 5月4日から「家入レオ 4th ワンマンTour 〜20 twenty〜」を全国15カ所で開催。[10]
- 10月28日、第86回ザテレビジョンドラマアカデミー賞が発表され、10枚目のシングル「君がくれた夏」がドラマソング賞を受賞。

2016年
- 7月6日、4thアルバム『WE』をリリース。
- 9月17日から「家入レオ 5th Live Tour 2016 〜WE | ME〜」を全国20カ所にて開催。

2017年
- 2月15日、初となるデビュー5周年記念ベストアルバム『5th Anniversary Best』をリリース。
- 4月30日、デビューより目標としていた[11] 初の日本武道館での単独公演を開催。
- 10月13日スタートのドラマ『新宿セブン』（テレビ東京）で女優デビュー[12]。

2018年
- 2月21日、5thアルバム『TIME』をリリース。
- 5月3日から「6th Live Tour TIME」を全国12カ所にて開催。[13]

2019年
- 4月17日、6thアルバム『DUO』をリリース。
- 5月10日から「7th Live Tour 2019 DUO」を全国20カ所にて開催。[14]

2020年
- 5月13日、1st EP『Answer』をリリース。
- 10月2日から「家入レオ Live House Tour 2020」全10公演の実施を予定していたが、新型コロナウイルスの感染拡大の影響により中止となる[15]。
- 8月30日、「家入レオ Streaming Live 2020」を開催[16]。

2022年
- 2月16日、デビュー10周年記念ベストアルバム『10th Anniversary Best』をリリース。
- 8月17日、18thデジタルシングル『レモンソーダ』をリリース。[17]

2023年
- 2月15日、7thアルバム『Naked』をリリース。

2024年
- 2月21日、中学・高校時代の同級生で声優・歌手の麻倉ももとコラボシングル「希望の名前」を発売[18]。3月16日・17日には、日比谷野外大音楽堂にて、ライブ『家入レオ YAON ～SPRING TREE～』を開催。初日の16日は家入のワンマンライブ、2日目の17日は、家入と麻倉もものツーマンライブという構成で行われた[19]。
- 5月22日、ABCテレビ / テレビ朝日系ドラマ『ミス・ターゲット』主題歌として書き下ろした「ワルツ」をシングルCDとして発売。家入が新曲をシングルCDとして発売するのは約3年ぶりとなる[20]。
- 10月2日、8thアルバム『My name』を発売。また同日に成海璃子と濱尾ノリタカが出演したアルバム収録曲「あなた」のミュージック・ビデオを公式YouTubeチャンネルで公開した[21]。
- 10月12日から12月13日まで、アルバム『My name』を引っ提げた全国ツアー『家入レオ TOUR 2024 〜My name〜』を開催[22][23]。

## 人物
久留米市生まれ、福岡市育ち。血液型A型。幼少期にピアノを習い始め、小学校時代は合唱部に所属するなど、幼い頃から音楽に親しむ環境に育つ。福岡時代は福岡女学院中学校・高等学校に在学。後に東京・目黒高等学校に転校。中学に通う13歳の時に尾崎豊の「15の夜」を聴いて歌手を志し、音楽プロデューサー西尾芳彦主宰の「音楽塾ヴォイス」に入塾した。2011年春に親の反対を振り切って、半ば勘当状態で単身上京。都内の高校へ通うかたわら、楽曲制作やライブ活動を行う。
幼少期に家庭の事情で、両親と離れて親戚の家を転々としていた時期があり、この出来事が人生や音楽活動に大きな影響を及ぼしている。
初めて詞を書いたのは5歳の時で、「小さいころから、他の人が気にしないところまで感じてしまう子ども」であったと当時を振り返る。3rdシングルの表題曲「Bless You」の歌詞にある
“愛なんていつも残酷で もう祈る価値ないよ”というフレーズも、幼少時代から自分を落ち着かせるために唱えていた呪文だという。
プロデューサーの西尾芳彦とは13歳の頃から一緒に曲を作っている。
声優の麻倉ももとは福岡女学院時代のクラスメート。麻倉とは「互いの夢を語り合える」関係であり、麻倉の「声優になりたい」という夢も家入にしか打ち明けていなかったという。麻倉は上京する直前の家入に「ももちゃんもがんばってね」と声をかけられたことが、自身の所属事務所（ミュージックレイン）のオーディションへの出場を決意させたと振り返っている。2022年12月17日に横浜赤レンガ倉庫1号館で行われた「エアトリpresents 毎日がクリスマス2022」17日夜公演にて麻倉と初めて共演を果たした。
上京後の日出高校では、ももいろクローバーZの百田夏菜子、女優の松岡茉優、歌手の鈴木愛理、声優の大橋彩香らと同級生だった。
福岡県出身者の芸能人や業界スタッフで集まる福岡会のメンバーである。ちなみに福岡会は複数あるがその中でも一番加入者が多いタモリ、小松政夫らが主宰となる会である。
レオは芸名であることを明言している。芸名であるレオの由来は映画『レオン』より。また、事務所の社長から目がライオンに似ていると言われることから、『ジャングル大帝』のレオもかかっている。なお、ミューコミプラスで麻倉と共演した際には本名は「わかな」であると語っている。
影響を受けたアーティストは尾崎豊、YUI、平井堅、アヴリル・ラヴィーン。また、尊敬するとともに生涯で共演したいアーティストとして玉置浩二を挙げている。
座右の銘は「凛として花一輪」。
普段から万年筆を愛用していることを明かしており、楽曲制作の際に歌詞の原稿を書く時や友人・知人、或いは自らのスタッフなどに手紙を書き送る時などには万年筆で文面を書いているという。
大の読書家であり、灰谷健次郎や村上春樹、江國香織の著作などを愛読している。また、過去にエッセイで紹介したことがきっかけとなり、千早茜とは公私ともに親しい関係である。

## サポートメンバー
ライブ等のサポートメンバーは以下の通り。
| 人名       | パート         |
| ---------- | -------------- |
| 木島靖夫   | ギター         |
| 名越由貴夫 | ギター         |
| 粂絢哉     | ギター         |
| 町屋       | ギター         |
| 島本道太郎 | ベース         |
| 須藤優     | ベース         |
| 原治武     | ドラム         |
| 玉田豊夢   | ドラム         |
| 宗本康兵   | キーボード     |
| 前田雄吾   | マニピュレータ |

このメンバー以外にも、テレビの音楽番組等に出演する際はサポートメンバーが変わる場合がある。

## ディスコグラフィ

### シングル

#### CDシングル
|      | 発売日         | タイトル           | 販売形態               | 規格品番                                                                                 | 最高位 | 初収録アルバム        | 認定                                |
| ---- | -------------- | ------------------ | ---------------------- | ---------------------------------------------------------------------------------------- | ------ | --------------------- | ----------------------------------- |
| 1st  | 2012年2月15日  | サブリナ           | CD+DVD CD              | VIZL-454（初回限定盤） VIZL-455（期間限定盤） VICL-36675（通常盤）                       | 9位    | LEO                   | - シングルトラック:プラチナ         |
| 2nd  | 2012年5月16日  | Shine              | CD+DVD CD              | VIZL-471（初回限定盤） VICL-36696（通常盤）                                              | 7位    | LEO                   | - シングルトラック:プラチナ         |
| 3rd  | 2012年9月12日  | Bless You          | CD+DVD CD+Photobook CD | VIZL-496（初回限定盤A） VIZL-497（初回限定盤B） VICL-36717（通常盤）                     | 8位    | LEO                   | - シングルトラック:ゴールド         |
| 4th  | 2013年5月22日  | Message            | CD+DVD CD              | VIZL-541（初回限定盤A） VIZL-542（初回限定盤B） VICL-36763（通常盤）                     | 9位    | a boy                 |                                     |
| 5th  | 2013年11月6日  | 太陽の女神         | CD+グッズ CD+DVD CD    | VIZL-614（完全生産限定盤） VIZL-593（初回限定盤B） VIZL-593（通常盤）                    | 7位    | a boy                 | - シングルトラック:ゴールド         |
| 6th  | 2014年1月29日  | チョコレート       | CD CD+DVD              | VICL-36874（完全生産限定盤A） VICL-36875（完全生産限定盤B） VIZL-616（完全生産限定盤C）  | 9位    | a boy                 |                                     |
| 7th  | 2014年7月30日  | 純情               | CD+DVD CD              | VIZL-676（初回限定盤A） VICL-36937（初回限定盤B） VICL-36938（通常盤）                   | 11位   | 20                    |                                     |
| 8th  | 2014年11月19日 | Silly              | CD+DVD CD              | VIZL-726（初回限定盤A） VIZL-727（初回限定盤B） VICL-36967（通常盤）                     | 13位   | 20                    | - シングルトラック:プラチナ         |
| 9th  | 2015年2月11日  | miss you           | CD+DVD CD              | VIZL-770（初回限定盤） VICL-37009（通常盤）                                              | 11位   | 20                    |                                     |
| 10th | 2015年8月19日  | 君がくれた夏       | CD+DVD CD+グッズ CD    | VIZL-853（初回限定盤） VIZL-854（完全生産限定盤） VICL-37087（通常盤）                   | 6位    | WE                    | - シングルトラック:ダブル・プラチナ |
| 11th | 2016年2月17日  | Hello To The World | CD+DVD CD2枚組 CD      | VIZL-931（初回限定盤A） VIZL-932（初回限定盤B） VICL-37141（通常盤）                     | 9位    | WE                    |                                     |
| 12th | 2016年5月11日  | 僕たちの未来       | CD+DVD CD+グッズ CD    | VIZL-960（初回限定盤） VIZL-961（完全生産限定盤） VICL-37162（通常盤）                   | 14位   | WE                    | - シングルトラック:ゴールド         |
| 13th | 2017年7月26日  | ずっと、ふたりで   | CD+DVD CD+グッズ CD    | VIZL-1203（初回限定盤） VIZL-1204（完全生産限定盤） VICL-37299（通常盤）                 | 14位   | TIME                  | - シングルトラック:ゴールド         |
| 14th | 2018年8月1日   | もし君を許せたら   | CD+DVD CD+グッズ CD    | VIZL-1402（初回限定盤A） VIZL-1403（初回限定盤B） VICL-37405（通常盤）                   | 16位   | DUO                   | - シングルトラック:ゴールド         |
| 15th | 2019年1月30日  | この世界で         | 12CDS+DVD 12CDS+CD CD  | VIZL-1518（完全生産限定盤） VIZL-1517（初回限定盤） VICL-37454（アニメジャケット限定盤） | 20位   | DUO                   |                                     |
| 16th | 2020年1月29日  | 未完成             | 12CDS+DVD CD           | VIZL-1719（初回限定盤A） VIZL-1720（初回限定盤B） VICL-37518（通常盤）                   | 12位   | 10th Anniversary Best |                                     |
| 17th | 2021年1月20日  | 空と青             | CD+DVD CD              | VIZL-1849（初回限定盤A） VICL-37580（通常盤）                                            | 9位    | 10th Anniversary Best |                                     |
| 18th | 2024年5月22日  | ワルツ             | CD+DVD CD              | VIZL-2321（完全生産限定盤） VIZL-2322（初回限定盤） VICL-37738（通常盤）                 |        |                       |                                     |

#### 配信限定シングル
| 配信日         | タイトル             | 収録CD                                     |
| -------------- | -------------------- | ------------------------------------------ |
| 2013年7月24日  | 君に届け             | 5thシングル 「太陽の女神」                 |
| 2016年11月29日 | それぞれの明日へ     | 1stベストアルバム 『5th Anniversary Best』 |
| 2017年11月15日 | Relax                | 5thアルバム 『TIME』                       |
| 2018年5月2日   | あおぞら             | 14thシングル 「もし君を許せたら」          |
| 2022年8月17日  | レモンソーダ         | 7thアルバム 『Naked』                      |
| 2022年9月28日  | Pain                 | 7thアルバム 『Naked』                      |
| 2022年11月16日 | かわいい人           | 7thアルバム 『Naked』                      |
| 2023年1月11日  | 嘘つき               | 7thアルバム 『Naked』                      |
| 2023年8月9日   | シューティングスター | 8thアルバム 『My name』                    |
| 2023年10月11日 | BINKAN               | 8thアルバム 『My name』                    |
| 2025年1月8日   | 雨風空虹             | 未収録                                     |
| 2025年2月19日  | No Control           | 未収録                                     |

### アルバム

#### オリジナルアルバム
|                | 発売日         | タイトル | 規格品番 | 規格品番   | 最高位 | 認定     |
| 初回限定盤など | 発売日         | タイトル | 通常盤 |            | 最高位 | 認定     |
| -------------- | -------------- | -------- | --- | ---------- | ------ | -------- |
| 1st            | 2012年10月24日 | LEO      | VIZL-502 | VICL-63931 | 2位    | ゴールド |
| 2nd            | 2014年2月19日  | a boy    | VIZL-641 | VICL-64121 | 4位    |          |
| 3rd            | 2015年2月25日  | 20       | VIZL-780 | VICL-64300 | 6位    |          |
| 4th            | 2016年7月6日   | WE       | VIZL-986 | VICL-64588 | 6位    |          |
| 5th            | 2018年2月21日  | TIME     | VIZL-1311（初回限定盤A） VIZL-1312（初回限定盤B） | VICL-64927 | 4位    |          |
| 6th            | 2019年4月17日  | DUO      | VIZL-1551（初回限定盤A） VIZL-1552（初回限定盤B） | VICL-65155 | 6位    |          |
| EP             | 2020年5月13日  | Answer   | VIZL-1766 | VICL-65372 | 8位    |          |
| 7th            | 2023年2月15日  | Naked    | VIZL-2146（初回限定盤A） VIZL-2147（初回限定盤B） NZS-905（ビクターオンラインストア限定盤）                                                                              | VICL-65773 | 7位    |          |
| 8th            | 2024年10月2日  | My name  | VIZL-2363（完全生産限定盤） VIZL-2363（初回限定盤） VOSF-13116（ビクターオンライン限定盤） VOSF-13117（ビクターオンライン限定盤） VOSF-13118（ビクターオンライン限定盤） | VICL-66009 | 8位    |          |

#### ベストアルバム
|             | 発売日        | タイトル              | 規格品番    | 規格品番  | 規格品番   | 最高位 | 認定 |
| 初回限定盤A | 発売日        | タイトル              | 初回限定盤B | 通常盤    |            | 最高位 | 認定 |
| ----------- | ------------- | --------------------- | ----------- | --------- | ---------- | ------ | ---- |
| 1st         | 2017年2月15日 | 5th Anniversary Best  | VIZL-1097   | VIZL-1098 | VICL-64706 | 3位    |      |
| 2nd         | 2022年2月16日 | 10th Anniversary Best | VIZL-1989   | VIZL-1990 | VICL-65638 | 4位    |      |

### 映像作品
| 種別         | 発売日         | タイトル                                      | 規格                 | 規格品番    |
| ------------ | -------------- | --------------------------------------------- | -------------------- | ----------- |
| ライブビデオ | 2013年3月27日  | LEO 〜1st Live Tour〜                         | DVD                  | VIBL-666    |
| ライブビデオ | 2013年3月27日  | LEO 〜1st Live Tour〜                         | Blu-ray Disc         | VIXL-109    |
| ライブビデオ | 2014年7月30日  | a boy 〜3rd Live Tour〜                       | DVD                  | VIBL-706    |
| ライブビデオ | 2014年7月30日  | a boy 〜3rd Live Tour〜                       | Blu-ray Disc         | VIXL-126    |
| ライブビデオ | 2015年11月18日 | 20 〜4TH LIVE TOUR〜                          | DVD                  | VIBL-783    |
| ライブビデオ | 2015年11月18日 | 20 〜4TH LIVE TOUR〜                          | Blu-ray Disc         | VIXL-157    |
| ライブビデオ | 2017年7月26日  | 5th Anniversary Live at 日本武道館            | DVD                  | VIBL-861〜2 |
| ライブビデオ | 2017年7月26日  | 5th Anniversary Live at 日本武道館            | Blu-ray Disc         | VIXL-196    |
| ライブビデオ | 2018年12月12日 | TIME ～6th Live Tour～                        | DVD                  | VIBL-924    |
| ライブビデオ | 2018年12月12日 | TIME ～6th Live Tour～                        | Blu-ray Disc         | VIXL-249    |
| ライブビデオ | 2019年12月11日 | DUO ～7th Live Tour～                         | DVD                  | VIBL-957～8 |
| ライブビデオ | 2019年12月11日 | DUO ～7th Live Tour～                         | Blu-ray Disc         | VIXL-283    |
| ライブビデオ | 2021年8月25日  | LEO IEIRI Streaming Live 2020 at Studio Coast | Blu-ray Disc+Tシャツ | NZS-850     |
| ライブビデオ | 2021年8月25日  | LEO IEIRI Streaming Live 2020 at Studio Coast | Blu-ray Disc         | NXS-710     |
| ライブビデオ | 2022年7月6日   | 10th Anniversary Live at 東京ガーデンシアター | DVD                  | VIBL-1067   |
| ライブビデオ | 2022年7月6日   | 10th Anniversary Live at 東京ガーデンシアター | Blu-ray Disc         | VIXL-380    |
| ライブビデオ | 2023年3月29日  | THE BEST ～8th Live Tour～                    | DVD                  | VIBL-1094   |
| ライブビデオ | 2023年3月29日  | THE BEST ～8th Live Tour～                    | Blu-ray Disc         | VIXL-396    |
| ライブビデオ | 2024年3月13日  | NAKED ～TOUR 2023～                           | DVD                  | VIBL-1127   |
| ライブビデオ | 2024年3月13日  | NAKED ～TOUR 2023～                           | Blu-ray Disc         | VIXL-448    |

### 参加作品
| 発売日        | タイトル                                      | 規格                   | 収録作品                                              |
| ------------- | --------------------------------------------- | ---------------------- | ----------------------------------------------------- |
| 2017年9月27日 | 恋のはじまり （家入レオ×大原櫻子×藤原さくら） | デジタル・ダウンロード | 恋のはじまり                                          |
| 2023年11月1日 | 君をのせて                                    | CD                     | スタジオジブリ トリビュートアルバム「ジブリをうたう」 |
| 2024年2月21日 | 希望の名前 （家入レオ×麻倉もも）              | デジタル・ダウンロード | 希望の名前                                            |

## タイアップ一覧
| タイトル           | タイアップ                                                                             | 収録作品                                 |
| ------------------ | -------------------------------------------------------------------------------------- | ---------------------------------------- |
| サブリナ           | フジテレビ系列テレビアニメ『トリコ』エンディングテーマ                                 | 1stシングル「サブリナ」                  |
| サブリナ           | 九州朝日放送『ドォーモ』2012年2月エンディングテーマ                                    | 1stシングル「サブリナ」                  |
| ripe               | テレビ朝日系列『笑顔がごちそう ウチゴハン』2012年度エンディングテーマ                  | 1stシングル「サブリナ」                  |
| Shine              | フジテレビ系木曜劇場『カエルの王女さま』主題歌                                         | 2ndシングル「Shine」                     |
| Shine              | テレビ東京系列音楽番組『JAPAN COUNTDOWN』2012年5月エンディングテーマ                   | 2ndシングル「Shine」                     |
| Shine              | テレビ神奈川『音楽缶』2012年5月オープニングテーマ                                      | 2ndシングル「Shine」                     |
| Shine              | MTVジャパン『MTV×DAM WANNASING!』2012年6月度CMソング                                   | 2ndシングル「Shine」                     |
| Bless You          | TBS系列『COUNT DOWN TV』2012年9月オープニングテーマ                                    | 3rdシングル「Bless You」                 |
| イジワルな神様     | auビデオパス ドラマ『コレカラ』主題歌                                                  | 3rdシングル「Bless You」                 |
| イジワルな神様     | 江崎グリコ「ポッキーチョコレート」スペースシャワーTVバージョンCFソング（2012年夏Ver.） | 3rdシングル「Bless You」                 |
| 心のカ・タ・チ     | 「第1回薬物乱用防止キャンペーン in 横濱」啓発キャンペーンソング                        | 3rdシングル「Bless You」                 |
| Message            | TBS系列月曜ミステリーシアター『確証〜警視庁捜査3課』エンディングテーマ                 | 4thシングル「Message」                   |
| Wake you up        | festatia "Wish Upon A Star" CMソング                                                   | 4thシングル「Message」                   |
| 君に届け           | 学校法人モード学園 首都医校 / 大阪医専 / 名古屋医専2013年度CMソング                    | 5thシングル「太陽の女神」                |
| 太陽の女神         | フジテレビ系月9ドラマ『海の上の診療所』主題歌                                          | 5thシングル「太陽の女神」                |
| チョコレート       | テレビ朝日『お願い!ランキング』2014年1月度エンディングテーマ                           | 6thシングル「チョコレート」              |
| 希望の地球         | NHK Eテレ『東北発☆未来塾』テーマ曲                                                     | 2ndアルバム「a boy」                     |
| 純情               | フジテレビ系列テレビアニメ『ドラゴンボール改』エンディングテーマ                       | 7thシングル「純情」                      |
| For you            | 高梨沙羅出演クラレ企業CMタイアップソング                                               | 7thシングル「純情」                      |
| Silly              | TBS系列金曜ドラマ『Nのために』主題歌                                                   | 8thシングル「Silly」                     |
| 勇気のしるし       | 第5回福岡アジア美術トリエンナーレ2014イメージソング                                    | 8thシングル「Silly」                     |
| miss you           | TBS系列『COUNT DOWN TV』2015年2月-3月オープニングテーマ                                | 9thシングル「miss you」                  |
| TWO HEARTS         | MBS・GAORA 第87回選抜高等学校野球大会中継・『みんなの甲子園』テーマソング              | 3rdアルバム『20』                        |
| 君がくれた夏       | フジテレビ系月9ドラマ『恋仲』主題歌                                                    | 10thシングル「君がくれた夏」             |
| Hello To The World | TBS系列『COUNT DOWN TV』2016年2月-3月オープニングテーマ                                | 11thシングル「Hello To The World」       |
| オバケのなみだ     | NHK『みんなのうた』2016年2月-3月放送                                                   | 11thシングル「Hello To The World」       |
| 僕たちの未来       | 日本テレビ系土曜ドラマ『お迎えデス。』主題歌                                           | 12thシングル「僕たちの未来」             |
| Brand New Tomorrow | 劇場アニメ『ペット』イメージソング                                                     | 4thアルバム『WE』                        |
| そばにいて、ラジオ | NHK福岡放送局および民放連によるキャンペーン「#フクラジ」キャンペーンソング             | 4thアルバム『WE』                        |
| それぞれの明日へ   | 『第95回全国高等学校サッカー選手権大会』 応援歌                                        | ベスト・アルバム『5th Anniversary Best』 |
| ずっと、ふたりで   | 日本テレビ系日曜ドラマ『愛してたって、秘密はある。』主題歌                             | 13thシングル「ずっと、ふたりで」         |
| ヒーロー           | 三井住友銀行2017年「ひとりひとりが日本代表。」CMソング                                 | 13thシングル「ずっと、ふたりで」         |
| Relax              | LINE「Clova WAVE」CMソング                                                             | 5thアルバム『TIME』                      |
| あおぞら           | フジテレビ系列『ライオンのグータッチ』エンディングテーマ                               | 14thシングル『もし君を許せたら』         |
| もし君を許せたら   | フジテレビ系月9ドラマ『絶対零度〜未然犯罪潜入捜査〜』主題歌                            | 14thシングル『もし君を許せたら』         |
| この世界で         | アニメ映画『コードギアス 復活のルルーシュ』オープニング主題歌                          | 15thシングル『この世界で』               |
| Spark              | NHK「アニ×パラ〜あなたのヒーローは誰ですか〜」第3弾・車いすテニス テーマ曲             | 15thシングル『この世界で』               |
| Prime Numbers      | テレビ朝日系木曜ドラマ「緊急取調室」主題歌                                             | 6thアルバム『DUO』                       |
| 未完成             | フジテレビ系月9ドラマ『絶対零度〜未然犯罪潜入捜査〜』主題歌                            | 16thシングル『未完成』                   |
| Answer             | NHK Eテレ・アニメ『メジャーセカンド』オープニング・テーマ                              | EP『Answer』                             |
| 空と青             | 日本テレビ系水曜ドラマ『ウチの娘は、彼氏が出来ない!!』主題歌                           | 17thシングル『空と青』                   |
| かわいい人         | テレビ朝日・TELASAスペシャルドラマ『正しい恋の始めかた』主題歌                         | 7thアルバム『Naked』                     |
| 嘘つき             | WOWOWオリジナルアニメ『火狩りの王』オープニングテーマ                                  | 7thアルバム『Naked』                     |
| ワルツ             | 朝日放送テレビ制作・テレビ朝日系日曜10時枠の連続ドラマ『ミス・ターゲット』主題歌       |                                          |
| あの人             | ABEMA 結婚決断リアリティ番組 『さよならプロポーズ via ギリシャ』テーマソング           |                                          |
| 雨風空虹           | 「ボートレース 誰もが躍動するスポーツ」CMソング                                        |                                          |
| No Control         | MBS・TBS系ドラマイズム『アポロの歌』エンディング主題歌                                 |                                          |

## 出演

### テレビ

#### テレビドラマ
- 新宿セブン（2017年10月13日 - 12月22日、テレビ東京） - 栞 役[12]

### ラジオ
- RADIPEDIA (火曜担当・2013年4月2日 - 2014年9月29日、J-WAVE)

#### 特集番組
- FEEL SO MUSE SPECIAL EDITION “Shine”feat.IEIRI LEO（2012年5月16日、エフエム富士）
- BINTANG GARDEN〜家入レオの「Shinin' days」〜（2012年9月15日、FM802）[95]
- 家入レオのオールナイトニッポンR（2017年2月11日深夜、ニッポン放送ほか）

### CM
- MTVジャパン『MTV×DAM WANNASING!』（2012年6月）[73]

### 雑誌連載
- music UP's「NEW FEELING」（2012年3月 - 、ブレイブシップ）
- WHAT's IN?「家入学園レオ学科」（2012年5月号 - 、エムオン・エンタテインメント）

### アプリ
- jubeat plus「家入レオ pack」（2012年7月27日、コナミデジタルエンタテインメント）[96]
  - 「Shine」、「Hello」、「カラフル」、「ripe」を収録[96]。

## 受賞・選出歴
- iTunes『Japan Sound of 2012』発表：2012年1月25日、作品：「ripe」[97]
- BILLBOARD JAPAN MUSIC AWARD New Artist of the Year 2012
- 第54回日本レコード大賞 最優秀新人賞・新人賞
- 第27回 日本ゴールドディスク大賞 ベスト5ニュー・アーティスト
- 第55回日本レコード大賞 優秀作品賞「太陽の女神」
- 2014 Mnet Asian Music Awards Best Asian Artist Japan
- 第83回ザテレビジョンドラマアカデミー賞 ドラマソング賞「Silly」[98]
- 第86回ザテレビジョンドラマアカデミー賞 ドラマソング賞「君がくれた夏」[99]
- 第30回 日本ゴールドディスク大賞 ベスト5ソング・バイ・ダウンロード「君がくれた夏」